# Нинко Кирилов
Нинко Кирилов е български писател и поет.

## Биография
Нинко Кирилов е роден на 7 декември 1983 г. във Видин. Там завършва Гимназия с преподаване на чужди езици „Йордан Радичков“. Завършва висше образование със специалност „журналистика“ в СУ „Св. Климент Охридски“.
Работи по специалността си като автор, водещ и редактор в редица специализирани, информационни и лайфстайл печатни, радио и онлайн медии.
През 2005 г. печели журналистическата стипендия на името на Стефан Продев.
През 2012 г. печели наградата на читателите в конкурса за кратък разказ на Богдан Русев и Радослав Парушев.
През 2015 г. печели конкурса на сп. „Ко-миксер“ за сценарий на комикс.
През 2019 г. печели конкурса за дебютна жанрова литература на издателствата АРС и Scribens, резултат от който е първата му стихосбирка „По-сурово“.
Кирилов е създател и идеолог на платформата за неиздавани автори писателибезкниги, която съществува от 2012 г. и на която периодично се организират четения на нови и познати автори без собствени книги.
Според сп. Програмата с текстовете си „се е насочил право към висшия ешелон на младата българска литература“, а Offnews го определят като „един от най-обещаващите автори в съвременната българска проза“.
Критиците определят „Двойници и животни“ като „магически реализъм в големия град“, а историите му наричат „претенциозни и непринудени, иронични и тъжни“.
Текстове на Нинко Кирилов са излизали във вестници, списания, онлайн издания, поетични и прозаични сборници, алманаси и антологии на английски, италиански, испански, немски, полски, гръцки, сръбски и черногорски език.
Пиесата му "Концерт за струнни инструменти в ре минор" е била част от Малък сезон 2024 г. на Театрална работилница Сфумато. Участвал е в множество литературни събития и инициативи като Актьори срещу поети, Зелени библиотеки, Поетичен пленер и др. Бил е Поет на месеца на Столична библиотека за февруари 2025 г. Водил е курсове по творческо писане. Превежда поезия от английски на български и обратно. Редактор е на книги с поезия и проза.
"По-сурово" (2019 г.) е преведена на английски и е издадена в Индия от Taj Mahal Review през 2022 г. "Портокал" (2023 г.) излиза в двуезично издание на български и испански в Испания от La Tortuga Bulgara през 2025 г.

### Книги
- „Двойници и животни“, София: изд. „Black Flamingo Publishing“, 2013. (ISBN 978-954-2915-44-7)
- „Човек сред хората“, София: изд. „Black Flamingo Publishing“, 2017. (ISBN 978-619-7362-08-4)
- „Три пиеси“, София: изд. „Black Flamingo Publishing“, 2018. (ISBN 978-619-7362-37-4)
- „По-сурово“, София: изд. „Scribens“, 2019 (ISBN 978-619-7467-10-9)
- „Падане завинаги“, София: изд. „Scribens“, 2021 (ISBN 978-619-7467-17-8)
- „И други дупки“, София: изд. „Atera“, 2022. (ISBN 978-954-92112-7-6)￼
- „Портокал“, София: изд. „Scribens“, 2023 (ISBN 978-619-7467-53-6)

### Участва в сборници
- „Богдан и Чарли представят Конкурсът“, София: изд. Сиела, 2012. (ISBN 978-954-28-1237-1)
- Сп. „Ко-миксер“, бр. 6, София, 2015. (ISSN 1314801X)
- Литературен алманах Бургас, 2022 г. (ISBN 9-770205-329046)
- Сп. „Й“, Любовен двуъгълник, 2022 г., (ISSN 2815-3162)
- "Поезия срещу войната", София, изд. Scribens, 2022 г. (ISBN 9-786197-467369)